# Melissa Belote
Melissa Louise Belote (Washington D.C., 16. listopada 1956.) je umirovljena američka plivačica.
Trostruka je olimpijska pobjednica i svjetska prvakinja u plivanju, a 1983. godine primljena je u Kuću slavnih vodenih sportova.